# Aldeaseca (Ávila)
Aldeaseca es un municipio y localidad española de la provincia de Ávila, en la comunidad autónoma de Castilla y León. El término municipal tiene una población de 203 habitantes (INE 2024).

## Símbolos
El escudo heráldico y la bandera que representan al municipio fueron aprobados oficialmente el 24 de junio de 2006. El escudo se blasona de la siguiente manera:

Escudo medio cortado y partido. 1.º de gules, tres casas de plata, mazonadas de sable y aclaradas de gules. 2.º de sinople, haz de tres espigas de oro. 3.º de plata, San Miguel de gules. Al timbre corona real cerrada.
Boletín Oficial de Castilla y León nº 127  de 3 de julio de 2006

La descripción textual de la bandera es la siguiente:

Bandera rectangular de proporciones 2:3, formada por dos franjas verticales iguales, roja con una casa blanca mazonada de negro y aclarada de rojo al asta, y blanca con un haz de tres espigas verde al batiente.
Boletín Oficial de Castilla y León nº 127 de 3 de julio de 2006

## Geografía
Ubicación
La localidad está situada a una altitud de 859 m sobre el nivel del mar.
| Noroeste: Sinlabajos         | Norte: Donvidas      | Noreste: Palacios de Goda |
| Oeste: Villanueva del Aceral |                      | Este: Arévalo             |
| Suroeste: Langa              | Sur: Nava de Arévalo | Sureste: Nava de Arévalo  |

## Demografía
Aldeaseca cuenta con una población de 203 habitantes (INE 2024).
| Gráfica de evolución demográfica de Aldeaseca entre 1842 y 2021                                                       |
| |
| Población de derecho según los censos de población del INE. Población de hecho según los censos de población del INE. |